# 랴오닝성의 행정 구역
- 성 전체에 2개의 부성급시(副省级市)와 12개 지급시(地级市) 59개 구(区), 16개 현급시(县级市), 17개 현(县), 8개 자치현(自治县)

## 선양시
- 선양시(沈阳市 / 瀋陽市)는 부성급시로 10개 구, 1개 현급시, 2개 현
  - 다둥구(大东区 / 大東區)
  - 훈난구(浑南区 / 渾南區)
  - 쑤자툰구(苏家屯区 / 蘇家屯區)
  - 선베이신구(沈北新区 / 瀋北新區)
  - 선허구(沈河区 / 瀋河區)
  - 위훙구(于洪区 / 于洪區)
  - 톄시구(铁西区 / 鐵西區)
  - 황구구(皇姑区 / 皇姑區)
  - 허핑구(和平区 / 和平區)
  - 랴오중구(辽中区 / 遼中區)
  - 신민시(新民市 / 新民市)
  - 캉핑현(康平县 / 康平縣)
  - 파쿠현(法库县 / 法庫縣)

## 다롄시
- 다롄시(大连市 / 大連市)는 부성급시로 7개 구, 2개 현급시, 1개 현
  - 간징쯔구(甘井子区 / 甘井子區)
  - 뤼순커우구(旅顺口区 / 旅順口區)
  - 사허커우구(沙河口区 / 沙河口區)
  - 진저우구(金州区 / 金州區)
  - 시강구(西岗区 / 西崗區)
  - 중산구(中山区 / 中山區)
  - 푸란뎬시(普兰店区 / 普蘭店區
  - 와팡뎬시(瓦房店市)
  - 좡허시(庄河市 / 莊河市)
  - 창하이현(长海县 / 長海縣)

## 단둥시
- 단둥시(丹东市 / 丹東市) - 3개 구, 2개 현급시, 1개 자치현
  - 위안바오구(元宝区 / 元寶區)
  - 전싱구(振兴区 / 振興區)
  - 전안구(振安区 / 振安區)
  - 둥강시(东港市 / 東港市)
  - 펑청시(凤城市 / 鳳城市)
  - 콴뎬 만주족 자치현(宽甸满族自治县 / 寬甸滿族自治縣)

## 랴오양시
- 랴오양시(辽阳市 / 遼陽市) - 5개 구, 1개 현급시, 1개 현
  - 궁창링구(弓长岭区 / 弓長嶺區)
  - 바이타구(白塔区 / 白塔區)
  - 원성구(文圣区 / 文聖區)
  - 타이쯔허구(太子河区 / 太子河區)
  - 훙웨이구(宏伟区 / 宏偉區)
  - 덩타시(灯塔市 / 燈塔市)
  - 랴오양현(辽阳县 / 遼陽縣)

## 번시시
- 번시시(本溪市) - 4개 구, 2개 자치현
  - 난펀구(南芬区 / 南芬區)
  - 밍산구(明山区 / 明山區)
  - 시후구(溪湖区 / 溪湖區)
  - 핑산구(平山区 / 平山區)
  - 번시 만주족 자치현(本溪满族自治县 / 本溪滿族自治縣)
  - 환런 만주족 자치현(桓仁满族自治县 / 桓仁滿族自治縣)

## 안산시
- 안산시(鞍山市) - 4개 구, 1개 현급시, 1개 현, 1개 자치현
  - 리산구(立山区 / 立山區)
  - 첸산구(千山区 / 千山區)
  - 톄둥구(铁东区 / 鐵東區)
  - 톄시구(铁西区 / 鐵西區)
  - 하이청시(海城市)
  - 타이안현(台安县 / 台安縣)
  - 슈옌 만주족 자치현(岫岩满族自治县 / 岫巖滿族自治縣)

## 잉커우시
- 잉커우시(营口市 / 營口市) - 4개 구, 2개 현급시
  - 라오볜구(老边区 / 老邊區)
  - 시스구(西市区 / 西市區)
  - 잔첸구(站前区 / 站前區)
  - 파위취안구(鲅鱼圈区 / 鮁魚圈區)
  - 가이저우시(盖州市 / 蓋州市)
  - 다스차오시(大石桥市 / 大石橋市)

## 진저우시
- 진저우시(锦州市 / 錦州市) - 3개 구, 2개 현급시, 2개 현
  - 구타구(古塔区 / 古塔區)
  - 링허구(凌河区 / 凌河區)
  - 타이허구(太和区 / 太和區)
  - 링하이시(凌海市)
  - 베이전시(北镇市 / 北鎮市)
  - 이현(义县 / 義縣)
  - 헤이산현(黑山县 / 黑山縣)

## 차오양시
- 차오양시(朝阳市 / 朝陽市) - 2개 구, 2개 현급시, 2개 현, 1개 자치현
  - 룽청구(龙城区 / 龍城區)
  - 솽타이구(双台区 / 雙台區)
  - 링위안시(凌源市)
  - 베이퍄오시(北票市)
  - 젠핑현(建平县 / 建平縣)
  - 차오양현(朝阳县 / 朝陽縣)
  - 카라친쭤이 몽골족 자치현(喀喇沁左翼蒙古族自治县 / 喀喇沁左翼蒙古族自治縣)

## 톄링시
- 톄링시(铁岭市 / 鐵嶺市) - 2개 구, 2개 현급시, 3개 현
  - 인저우구(银州区 / 銀州區)
  - 칭허구(清河区 / 清河區)
  - 댜오빙산시(调兵山市 / 調兵山市)
  - 카이위안시(开原市 / 開原市)
  - 시펑현(西丰县 / 西豐縣)
  - 창투현(昌图县 / 昌圖縣)
  - 톄링현(铁岭县 / 鐵嶺縣)

## 푸순시
- 푸순시(抚顺市 / 撫順市) - 4개 구, 1개 현, 2개 자치현
  - 둥저우구(东洲区 / 東洲區)
  - 순청구(顺城区 / 順城區)
  - 신푸구(新抚区 / 新撫區)
  - 왕화구(望花区 / 望花區)
  - 푸순현(抚顺县 / 撫順縣)
  - 신빈 만주족 자치현(新宾满族自治县 / 新賓滿族自治縣)
  - 칭위안 만주족 자치현(清原满族自治县 / 清原滿族自治縣)

## 푸신시
- 푸신시(阜新市) - 5개 구, 1개 현, 1개 자치현
  - 시허구(细河区 / 細河區)
  - 신추구(新邱区 / 新邱區)
  - 칭허먼구(清河门区 / 清河門區)
  - 타이핑구(太平区 / 太平區)
  - 하이저우구(海州区 / 海州區)
  - 장우현(彰武县 / 彰武縣)
  - 푸신 몽골족 자치현(阜新蒙古族自治县 / 阜新蒙古族自治縣)

## 판진시
- 판진시(盘锦市 / 盤錦市) - 2개 구, 2개 현
  - 솽타이쯔구(双台子区 / 雙台子區)
  - 싱룽타이구(兴隆台区 / 興隆台區)
  - 다와현(大洼区 / 大漥區)
  - 판산현(盘山县 / 盤山縣)

## 후루다오시
- 후루다오시(葫芦岛市 / 葫蘆島市) - 3개 구, 1개 현급시, 2개 현
  - 난퍄오구(南票区 / 南票區)
  - 롄산구(连山区 / 連山區)
  - 룽강구(龙港区 / 龍港區)
  - 싱청시(兴城市 / 興城市)
  - 쑤이중현(绥中县 / 綏中縣)
  - 젠창현(建昌县 / 建昌縣)